# Nazionale maschile under 23 di calcio dell'Arabia Saudita
La nazionale di calcio dell'Arabia Saudita Under-23 è una delle rappresentative giovanili dell'Arabia Saudita ed è posta sotto l'egida della Federazione calcistica dell'Arabia Saudita.

## Commissari tecnici
Dall'estate del 2024 il commissario tecnico in carica è Luigi Di Biagio

## Squadra attuale[2]
| N. | Pos. | Giocatore           | Data nascita (età) | Pres. | Reti | Squadra     |
| -- | ---- | ------------------- | ------------------ | ----- | ---- | ----------- |
| 1  | P    | Ahmad Abu Rasen     | 2 novembre 2003    | 2     |      | Neom SC     |
| 2  | D    | Ahmed Al Julaydan   | 8 marzo 2004       | 2     |      | Al Fateh    |
| 3  | D    | Mohammad Al-Dawsari | 31 marzo 2003      | 3     |      | Neom SC     |
| 4  | D    | Mohammed Al-Fatil   | 4 gennaio 1992     |       |      | Al-Nassr    |
| 5  | D    | Abdullah Al-Hafith  | 25 dicembre 1992   |       |      | Al-Wahda    |
| 6  | A    | Meshari Al Nemer    | 5 agosto 2003      | 3     | 1    | Al Nassr    |
| 7  | A    | Yahya Dagriri       | 13 agosto 1991     |       |      | Al-Thoqbah  |
| 8  | C    | Faisal Al-Asmari    | 1º agosto 2003     | 3     | 1    | Al Ula      |
| 9  | A    | Fahad Al-Muwallad   | 14 settembre 1994  |       |      | Al-Shabab   |
| 10 | C    | Abduelalh Al-Zaid   | 8 gennaio 2004     | 2     | 1    | Neom SC     |
| 11 | C    | Ibrahim Al-Ibrahim  | 3 giugno 1992      |       |      | GOŠK Gabela |
| 12 | D    | Salem Al-Najdi      | 27 gennaio 2003    | 1     |      | Al-Nassr    |
| 13 | D    | Yasir Al-Shahrani   | 25 maggio 1992     |       |      | Al-Hilal    |
| 15 | C    | Mustafa Al-Bassas   | 2 giugno 1993      |       |      | Al-Faisaly  |
| 16 | C    | Abdulmalik Al-Jaber | 7 gennaio 2004     | 2     |      | Željezničar |
| 17 | C    | Abdulkarim Darisi   | 18 aprile 2003     | 3     |      | Al-Ahli     |
| 18 | D    | Motaz Hawsawi       | 17 febbraio 1992   |       |      | Al-Ahli     |
| 19 | A    | Saleh Al-Shehri     | 1º gennaio 1993    |       |      | Al Hilal    |
| 20 | C    | Yasir Al-Fahmi      | 20 dicembre 1991   |       |      | Al-Ahli     |
| 21 | P    | Amar Al-Amar        | 14 agosto 2003     |       |      | Al-Taawoun  |
| 22 | P    | Turki Baljosh       | 24 novembre 2003   | 2     |      | Al-Ettifaq  |